# آوان یوزباشی
آوان یوزباشی (انگلیسی: Avan Yuzbashi; حدود ۱۶۷۰ – ۱۷۳۵) فرد نظامی اهل ارمنستان بود.